# Ceratocymba dentata
Ceratocymba dentata is een hydroïdpoliep uit de familie Abylidae. De poliep komt uit het geslacht Ceratocymba. Ceratocymba dentata werd in 1918 voor het eerst wetenschappelijk beschreven door Bigelow. 